# Redoute de Ballestras

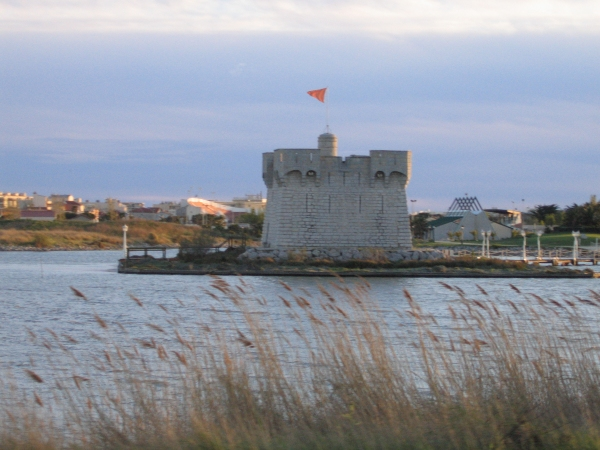
La redoute de Ballestras.

La redoute de Ballestras est une ancienne tour d'alarme, construite en 1744 à Palavas, dans le département français de l'Hérault.

## Géographie
La redoute de Ballestras était originellement située à l'emplacement actuel du Phare de la Méditerranée, près de l'église, dans l'actuel centre-ville de Palavas-les-Flots, sur la rive gauche du canal du Lez à la mer Méditerranée.

## Histoire

Place de la redoute de Palavas dans le système défensif des côtes languedociennes en 1758.

Il s'agit de l'une des huit tours d'alarme, à usage de sémaphores, construites entre 1743 et 1746 entre Le Grau-du-Roi et le Cap d'Agde pour prévenir la population contre le risque d'une incursion anglaise (les Anglais avaient débarqué à Sète en 1710). La construction de la redoute, tour de guet sur le rivage, permet l'installation d'un village de pêcheurs, « les Cabanes de Ballestras », berceau de l’actuel Palavas. Son premier Garde maritime fut le sergent Barthélémy. La redoute conserve sa fonction défensive jusqu'au milieu du siècle suivant. De la redoute des Aresquiers à Frontignan, il ne subsiste qu'un pan de mur. 
En 1843, des pêcheurs, alertés par la vue d'une felouque se dirigeant vers l'embouchure du Lez, alertent la garde. Celle-ci tire un seul coup de canon en direction de « l'envahisseur ». Sans avoir été touché, l'équipage de la felouque préféra cependant renoncer à son incursion. C'est apparemment le seul fait d'armes attribuable à cet ouvrage défensif. Un tableau anonyme, visible au musée Jean-Aristide Rudel, retrace ce fait d'armes.
En 1906, elle est décapitée et reconvertie en réservoir d'eau. En 1943, les besoins augmentant, un château d'eau en béton est construit, englobant la redoute.

Entre 1991 et 1992, à l'initiative d'Électricité de France, de la commune de Palavas sous la municipalité de Christian Jeanjean et d'entreprises locales, il est décidé de réhabiliter la redoute. Pendant la modification du château d'eau, transformé en restaurant panoramique, la redoute qui se trouvait à l'intérieur est démontée pierre par pierre pour être reconstruite à l’identique sur l'étang du Méjean et restaurée. 

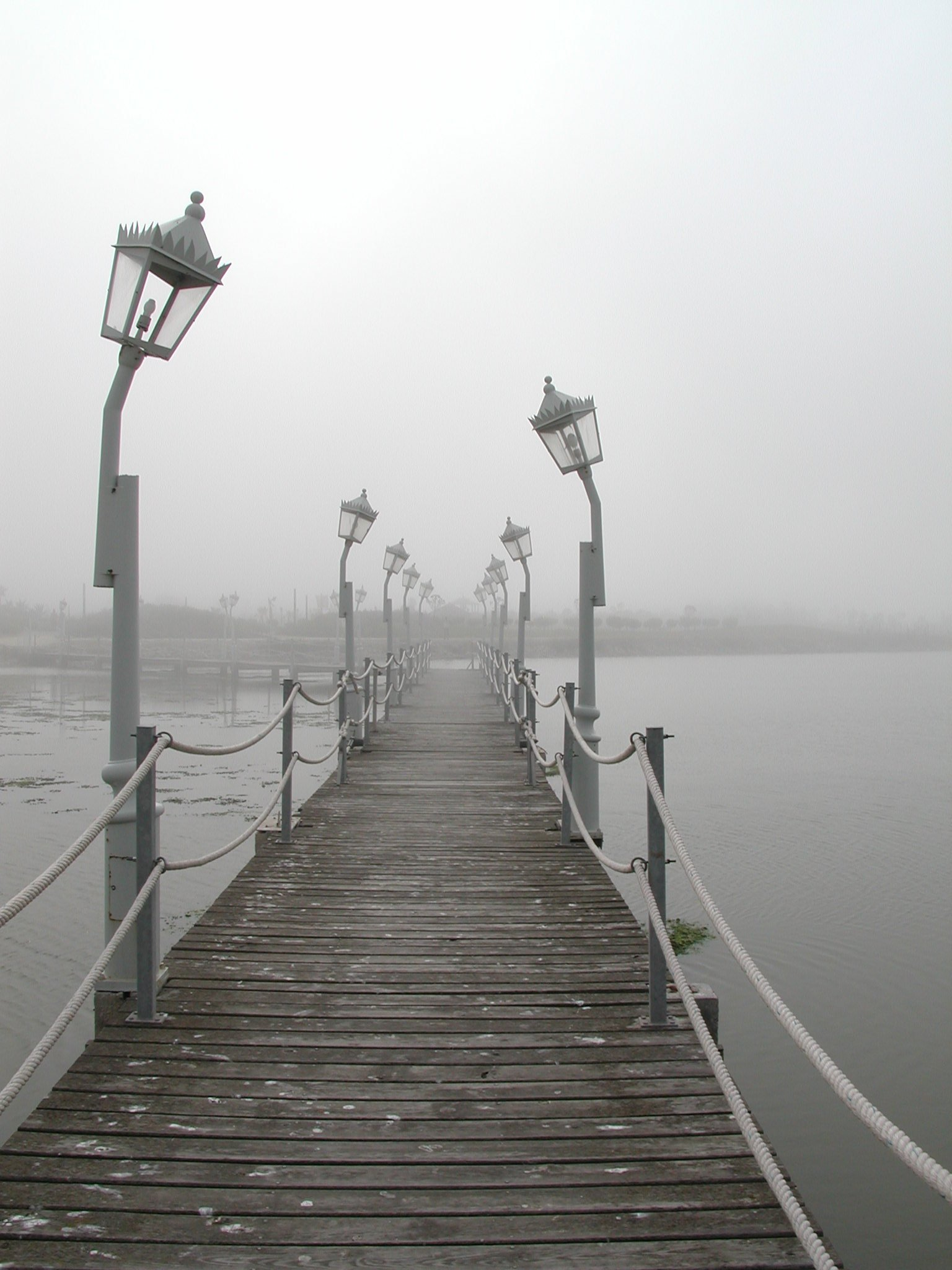
Entrée du musée Dubout.

Elle accueille depuis le musée consacré à Albert Dubout, peintre affichiste, dessinateur et caricaturiste du « petit train de Palavas ».